# Дайра
Да́йра (др.-греч. Δαῖρα) или Даэйра (др.-греч. Δάειρα) — персонаж древнегреческой мифологии, нимфа-океанида из города Элевсина (ныне — Элефсис). Дочь Океана и Тефиды, зачавшая от Гермеса легендарного царя Элевсина — основателя одноимённого города.
По другой версии — мать Иммарада от Эвмолпа. Дайру также называют сестрой Стикса или отождествляют её с Афродитой, Герой, Деметрой или Персефоной.
Фигура Дайры без сомнения имеет отношение к Элевсинским мистериям. Её имя переводят как учительница или посвящённая и полагают, что она была связана с инициацией и сакральным смыслом мистерий.